# セルビア・クロアチア語版ウィキペディア
セルビア・クロアチア語版ウィキペディア（セルビア・クロアチアごばんウィキペディア、セルビア・クロアチア語:Wikipedija na srpskohrvatskom jeziku）、あるいはクロアチア・セルビア語版ウィキペディア（Wikipedija na hrvatskosrpskom jeziku）は、多言語でのオンライン百科事典プロジェクト「ウィキペディア」のセルビア・クロアチア語版である。2018年1月9日の時点で、純記事数は441,725項目で、全ての言語のウィキペディアの中では21番目に記事数が多い。
セルビア・クロアチア語版のウィキペディアは2005年初頭にいったん閉鎖されたものの、その後再開された。ユーゴスラビア崩壊の後はセルビア語やクロアチア語、ボスニア語と分かれた名前になっている言語は、実際にはひとつの言語であると信じる人々によって、再開が支持された。